# آبکاری الکترولس نیکل

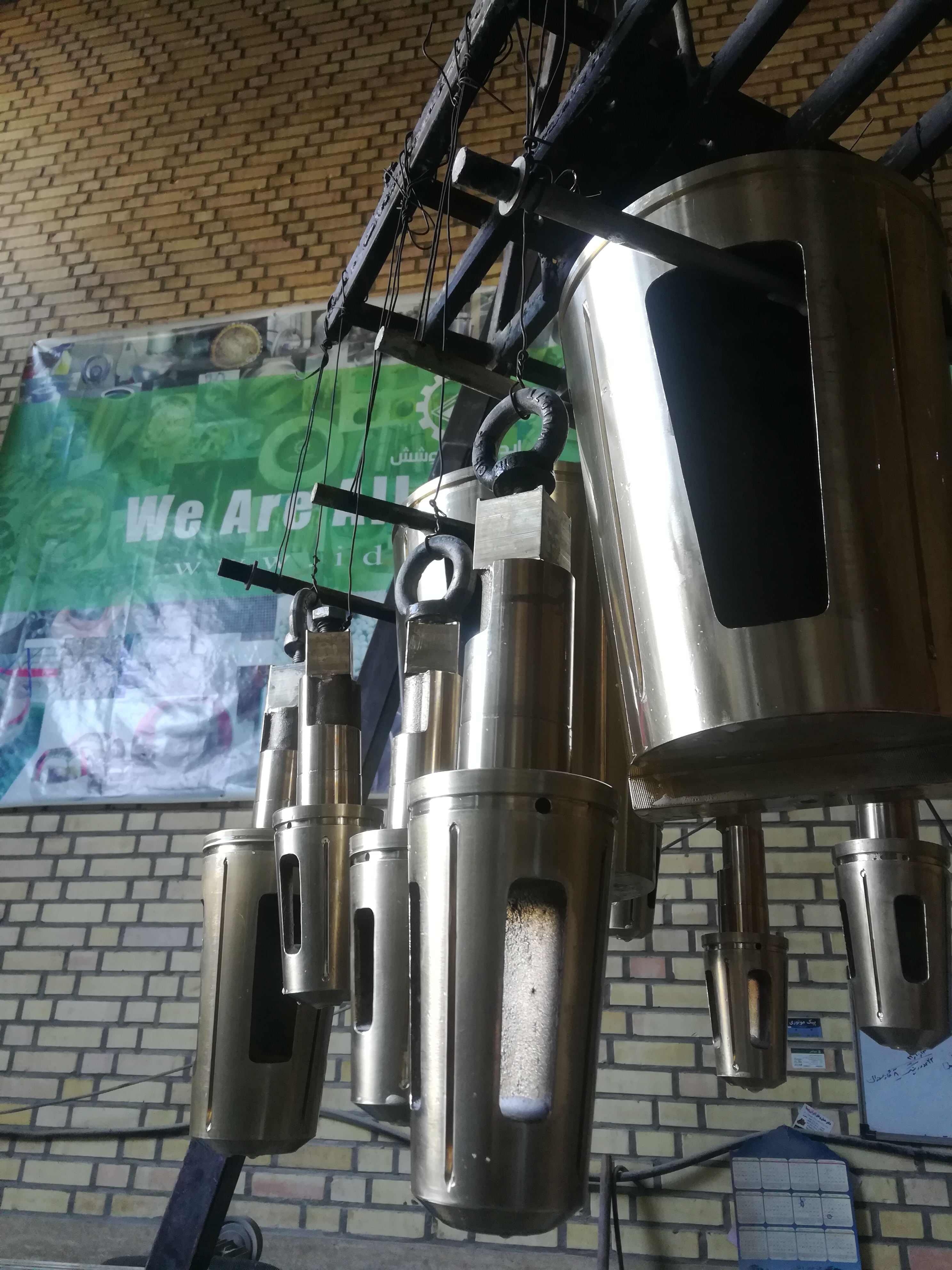
آبکاری الکترولس نیکل بر روی پلاگ ولوهای برنجی در محل کارگاه ایده پویان پوشش

آبکاری الکترولس نیکل(electroless nickel plating) یا به اختصار پوشش ENP، روشی برای ایجاد پوشش نیکل بدون اعمال جریان خارجی است و الکترون مورد نیاز به وسیلهٔ واکنش‌های شیمیایی درون حمام تأمین می‌شود. فرایند آبکاری الکترولس نیکل در ایران نیکل سخت نیز نامیده می‌شود. از فرایند الکترولس نیکل با هدف ایجاد پوشش فلزی پیوسته و یکنواخت استفاده می‌شود. آبکاری الکترولس را همچنین تحت عنوان آبکاری خودکاتالیتیکی نیز می‌نامند، زیرا قابلیت تشکیل بر روی فلزات و موادی را دارد که از نظر کاتالیتیکی فعال هستند. در فرایند آبکاری الکترولس، یون‌های فلزی و عامل احیاکننده فقط در حضور کاتالیزور با یکدیگر واکنش داده و بنابراین برای شروع واکنش احیاء، مواد پایه باید فعال باشند یا اینکه سطح زیرلایه را باید توسط کاتالیزورهای مناسب فعال نمود. این روش مخصوصاً در مواردی که غیر هادی‌ها (مانند پلاستیک‌ها) به عنوان زیرلایه استفاده می‌شوند دارای اهمیت است. در حمام‌های الکترولس نیکل، عامل احیاکننده، منبع تهیه الکترون برای احیاء نمک‌های فلزی بوده و می‌تواند هیپوفسفیت، فرمالدئید، بوروهیدرید یا آمینوبوران باشد.

## مقایسه پوشش‌های الکترولس نیکل با پوشش‌ها رسوب الکتریکی نیکل
پوشش‌های نیکل-فسفر از طریق روش‌های الکتریکی نیز قابل حصول هستند. در روش‌های آبکاری الکترولس و نیز آبکاری الکتریکی، یون‌های فلزی موجود در محلول، احیاشده و رسوبی از فلز یا ترکیب جامد به وجود می‌آید. تفاوت این دو روش در منبع تأمین الکترون‌های لازم برای انجام عمل احیاء است. در روش آبکاری الکتریکی نیکل، الکترون‌ها توسط منبع خارجی تأمین می‌شوند در حالیکه در روش آبکاری الکترولس نیکل-فسفر این عمل توسط عامل احیاکننده شیمیایی تأمین خواهد شد. عامل احیاکننده‌ای که عموماً در روش آبکاری الکترولس، مورد مصرف قرار می‌گیرد هیپوفسفیت سدیم است. یون هیپوفسفیت دارای پتانسیل احیاکننده۰٫۹- ولت بوده و بنابراین نسبت به یون‌های نیکل با پتانسیل استاندارد ۰٫۲۵- ولت حالت احیاکنندگی دارد.

## مزایای پوشش‌های الکترولس نسبت به پوشش‌های رسوب الکتریکی نیکل
- در روش آبکاری الکتریکی نیکل، از آندهای نیکلی برای انجام آبکاری استفاده می‌شود. آندهای مورد استفاده یکی از منابع ورود ناخالصی‌ها به داخل حمام بوده که در روش الکترولس، حذف خواهند شد.
- یکنواختی پوشش‌های الکترولس نیکل-فسفر بیشتر از پوشش‌های رسوب الکتریکی است به‌طوری‌که حتی اگر جسم آبکاری شده دارای شکل پیچیده و ناهموار باشد با این وجود پوشش بدست آمده از روش الکترولس دارای ضخامت یکسانی در کلیه قسمت‌های جسم است. در روش الکترولس، سطح نمونه به عنوان کاتالیزور عمل نموده و باعث خواهد شد که نیروی محرکه برای احیاء شیمیایی در کلیه قسمت‌های نمونه، یکسان باشد. در حالی‌که در روش آبکاری الکتریکی، ضخامت آبکاری شده توسط دانسیته جریان موضعی کنترل شده که اغلب از نقطه‌ای به نقطه دیگر تغییر می‌کند.
- پوشش‌های الکترولس، عموماً دارای ترکیب شیمیایی یکنواخت‌تری نسبت به پوشش‌های رسوب الکتریکی نیکل هستند.
- پوشش‌های الکترولس نیکل-فسفر دارای خواص مکانیکی و مغناطیسی یکنواخت تری نسبت به پوشش‌های رسوب الکتریکی هستند.
- پوشش‌های الکترولس معمولاً به صورت آمورف بوده و از خلل و فرج کمتری نسبت به پوشش‌های رسوب الکتریکی برخوردار هستند.
- سختی و مقاومت سایشی بدست آمده از پوشش‌های الکترولس نیکل-فسفر بیشتر از پوشش‌های رسوب الکتریکی است.
- برای انجام آبکاری الکترولس، نیازی به استفاده از آند و منبع ولتاژ نیست.
- نتایج آزمایش‌ها خوردگی نشان می‌دهد که پوشش‌های رسوب الکتریکی نیکل-فسفر، مقاومت خوردگی بهتری نسبت به پوشش‌های رسوب الکتریکی دارند.

## معایب پوشش‌های الکترولس نسبت به پوشش‌های رسوب الکتریکی نیکل
- روش الکترولس نسبت به ناخالصی‌های موجود در حمام و عدم توازن در غلظت محلول حساسیت بیشتری نسبت به روش‌های الکتریکی از خود نشان می‌دهد؛ بنابراین در این روش، کنترل حمام از اهمیت بیشتری برخوردار است. متأسفانه در حمام‌های الکترولس نیکل-فسفر، این عمل به سادگی حمام‌های الکتریکی انجام نمی‌گیرد و با پیشرفت واکنش احیاء، ترکیب حمام دائماً تغییر می‌کند.
- یکی دیگر از معایب روش الکترولس نیکل-فسفر نسبت به روش الکتریکی، انتخاب ماده مورد استفاده در ساخت تانک آبکاری است؛ چون اولاً باید قابلیت تحمل دماهای بالا را داشته باشد و ثانیاً در حین آبکاری، سطح ظرف به عنوان کاتالیزوری برای انجام واکنش احیاء، عمل نکند. این عوامل به صورت فاکتورهای محدودکننده در انتخاب جنس ماده مورد استفاده، عمل می‌کنند.
- در روش آبکاری الکترولس، سرعت آبکاری به آسانی قابل کنترل نبوده، در حالی‌که در روش آبکاری الکتریکی با تغییر دانسیته جریان آبکاری می‌توان سرعت آبکاری را تغییر داده و به میزان دلخواه رساند.
- در روش آبکاری الکترولس، محدوده دمایی انجام عملیات آبکاری، محدوده باریکی است که این خود محدودیت‌هایی را برای انجام عملیات آبکاری به وجود خواهد آورد.

## دسته‌بندی پوشش‌های الکترولس نیکل ـ فسفر
- دسته‌بندی از لحاظ ترکیب پوشش

سه گروه عمده از پوشش‌های نیکل- فسفر که تا به حال شناخته شده‌اند عبارتند از پوشش‌های ساده، پوشش‌های آلیاژی و پوشش‌های کامپوزیتی. گرچه پوشش‌های ساده نیکل- فسفر از خواص قابل قبولی در اکثر کاربردهای صنعتی برخوردارند با این حال تلاش‌های زیادی برای بهبود خواص آن‌ها توسط بسیاری از محققین صورت گرفته که نتیجه این تلاش‌ها، توسعه پوشش‌های آلیاژی و کامپوزیتی نیکل- فسفر بوده‌است. علت اصلی توسعه پوشش‌های آلیاژی نیکل- فسفر، دستیابی به پوشش‌هایی با مقاومت سایشی بالاتر بوده‌است. در این راستا از عناصر آلیاژی مختلفی نظیر Co, Sn, B، Cu, Fe, W و کربن استفاده گردیده‌است.
- دسته‌بندی از لحاظ میزان فسفر پوشش

خصوصیات و کارایی پوشش‌های الکترولس نیکل- فسفر تا حد زیادی متأثر از مقدار فسفر موجود در آن‌ها می‌باشد. میزان فسفر این پوشش‌ها معمولاً از ۱ تا ۱۳ درصد متغیر است. در این محدوده، پوشش‌های الکترولس نیکل به ۳ دسته پوشش‌های کم فسفر، متوسط و پر فسفر قابل تقسیم می‌باشند. گرچه حد مرزی مقدار فسفر در پوشش‌های کم، متوسط و پر فسفر به‌طور دقیق مشخص نشده اما شواهد نشان می‌دهند که حداقل فسفر لازم جهت حصول خواصی مشابه با خواص پوشش‌های متوسط فسفر، ۶–۵٪ و برای حصول خواصی مشابه با خواص پوشش‌های پرفسفر، ۹–۸٪ می‌باشد. به هر حال پوشش‌های الکترولس نیکل از لحاظ مقدار فسفر، عموماً بر اساس ساختار کریستالی پوشش حاصله (قبل از هرگونه عملیات حرارتی) به صورت زیر دسته‌بندی می‌گردند:
- پوشش‌های حاوی فسفر کم (۱ تا ۵ درصد وزنی) با ساختار کریستالی.
- پوشش‌های حاوی فسفر متوسط (۵ تا ۸ درصد وزنی) با مخلوطی از ساختارهای کریستالی و آمورف.
- پوشش‌های حاوی فسفر زیاد (بیش از ۹ درصد وزنی) با ساختار آمورف.
- دسته‌بندی از لحاظ ضخامت پوشش

به‌طور کلی پوشش‌های الکترولس نیکل را می‌توان از ضخامت‌های بسیار کم تا ضخامت‌های بالا بر سطح قطعات اعمال نمود. برای مصارف متداول، محدوده ضخامت پوشش نیکل- فسفر از ۵۴/۲ میکرون تا ۱۲۷ میکرون انتخاب می‌شود که در این میان، پوشش‌هایی با ضخامت ۳ تا ۱۰ میکرون از کاربرد بیشتری برخوردارند. هرگاه لازم باشد که از پوشش‌های فوق در محیط‌های خورنده تری استفاده گردد، ضخامت آن‌ها در محدوده ۲۵٫۴ تا ۷۸ میکرون در نظر گرفته می‌شود. برای ترمیم و بازسازی قطعاتی که از ناحیه سطح دچار آسیب شده‌اند به ضخامت‌های بالاتری از پوشش نیکل- فسفر (بیش از ۷۸ میکرون) نیاز است. گرچه حد بالایی ضخامت برای پوشش‌های نیکل- فسفر دقیقاً مشخص نیست اما شواهدی مبنی بر استفاده از پوشش‌های ضخیم‌تر از ۱۰۰۰ میکرون نیز وجود دارد. ایجاد چنین پوشش‌های ضخیمی مستلزم کنترل دقیق فرایند الکترولس می‌باشد.

## عملیات حرارتی پوشش‌های الکترولس نیکل
به‌طور کلی عملیات حرارتی پوشش‌های الکترولس نیکل -فسفر به منظور حذف تردی هیدروژنی، بهبود چسبندگی و افزایش سختی و مقاومت سایشی انجام می‌گردد.
حذف تردی هیدروژنی ناشی از فرایند آبکاری نیکل-فسفر، خصوصاً در مورد زیرلایه‌های فولاد پراستحکام، از اهمیت زیادی برخوردار می‌باشد. با توجه به اینکه حذف کامل این پدیده از فولادهای پوشش دهی شده امکان‌پذیر نیست، توصیه شده که ابتدا پوشش نازکی از نیکل-فسفر (به ضخامت ۳ تا ۱۵ میکرون) بر سطح فولاد، رسوب داده شده و سپس عملیات حرارتی جهت حذف تردی هیدروژنی صورت گیرد. چنانچه به ضخامت‌های بیشتری از پوشش نیاز باشد، می‌توان عملیات پوشش دهی را با وارد ساختن مجدد قطعه هیدروژن زدائی شده به حمام الکترولس، ادامه داد.
به منظور بهبود چسبندگی پوشش‌های نیکل-فسفر بر روی لایه‌های آلومینیوم و فولادهای زنگ نزن نیز، از روش عملیات حرارتی استفاده می‌شود. دما و زمان عملیات برای آلیاژهای آلومینیوم ۱۴۰ درجه سانتی گراد و ۱ ساعت و برای فولادهای زنگ نزن ۱۷۵ درجه سانتی گراد و ۳ ساعت پیشنهاد شده‌است.
یکی از مهم‌ترین اهداف عملیات حرارتی پوشش‌های نیکل-فسفر، افزایش سختی و مقاومت سایشی آن‌ها می‌باشد. سیکل حرارتی مناسب برای این منظور، به درصد فسفر پوشش مرتبط است. برای درک این ارتباط، ذکر دو نکته ضروری است. اول آنکه علت اصلی افزایش سختی پوشش‌های نیکل-فسفر در اثر عملیات حرارتی، کریستالیزه شدن آن‌ها یعنی استحاله محلول جامد فوق اشباع NiP به دانه‌های Ni و ذرات سخت Ni3Pمی‌باشد. دوم آنکه انرژی فعال سازی حرارتی برای تشکیل فاز Ni3P در پوشش‌های کم فسفر بیش از پوشش‌های پرفسفر می‌باشد و این بدان معناست که درجه حرارت استحاله پوشش نیکل-فسفر، با افزایش مقدار فسفر، کاهش می‌یابد. به هر حال از آنجا که پوشش‌های کم فسفر از سختی ذاتی بالاتری در مقایسه با پوشش‌های پرفسفر برخوردارند، افزایش سختی در پوشش‌های پرفسفر دارای اهمیت بیشتری می‌باشد.

## کاربردهای پوشش الکترولس نیکل فسفر
پوشش الکترولس نیکل بدلیل ویژگى هاى مناسب، تقریبا در تمامى صنایع کاربرد دارد. خواص فیزیکى مختلف پوشش الکترولس نیکل از قبیل سختى، مقاومت در برابر سایش، یکنواختى پوشش، مقاومت به خوردگى و همچنین قابلیت پوشش دهى سطوح غیررسانا و نیمه رسانا نظیر پلاستیکها و سرامیکها، این پوشش را به انتخابى مناسب جهت استفاده در بسیارى از کاربردهاى مهندسى مبدل کرده است.
عمده کاربردهاى پوشش الکترولس نیکل در صنایعى نظیر صنایع هوافضا، اتومبیل سازى، صنایع شیمیایى، استخراج و تصفیه نفت و گاز، صنایع غذایى، نظامى، معدن کارى و حفارى و همچنین صنایع الکترونیک مى ـ باشد که در همین بخش به پاره اى از این کاربردها اشاره ى مختصرى مى شود.

### صنایع هوافضا
پوشش الکترولس نیکل بطور گسترده در صنایع هوافضا به کار گرفته مى شود. آلومینیم بدلیل خواصى نظیر نسبت بالاى استحکام به وزن، در صنایع هوایى کاربرد فراوان دارد.
ایجاد پوشش الکترولس نیکل بر روى آلومینیوم منجر به بهبود خواص قطعه، از جمله سختى، مقاومت سایشى، مقاومت در برابر خوردگى و قابلیت لحیم کارى مى گردد. به عنوان مثال توربین یا تیغه هاى کمپرسور در موتور هواپیما بوسیله پوشش الکترولس نیکل ، در برابر محیط خورنده موجود در سیستم، حفاظت مى شوند.

### صنایع اتومبیل
صنعت اتومبیل سازى نیز از جمله صنایعى است که آبکاری الکترولس نیکل را جهت بهبود کیفیت و طول عمر قطعات خود به خدمت گرفته است. طى سالهاى اخیر شرکت هاى خودروسازى در تلاش بوده اند تا از مخلوط گازوئیل و الکل به عنوان سوخت استفاده کنند.
استفاده از الکل موجب بروز مشکلات شدید خوردگى در سیستم سوخت رسانى اتومبیل مى گردد. در برزیل که از اتانول به عنوان سوخت استفاده مى شود، براى جلوگیرى از این مشکل، قطعات ریخته گرى شده روى را بوسیله الکترولس نیکل پوشش مى دهند.

### صنایع شیمیایی
پوشش الکترولس نیکل در صنایع شیمیایى نیز کاربرد دارد. در این صنایع ابزارآلات فولادى نظیر شیرها، دریچه ها، درپوش ها و انواع پروانه ها به طور گسترده مورد استفاده قرار مى گیرند. پوشش الکترولس نیکل بر روى این تجهیزات، عمر آنها را که در تماس با محیط خورنده مى باشند، تا دو برابر افزایش مى دهد.

### نفت و گاز

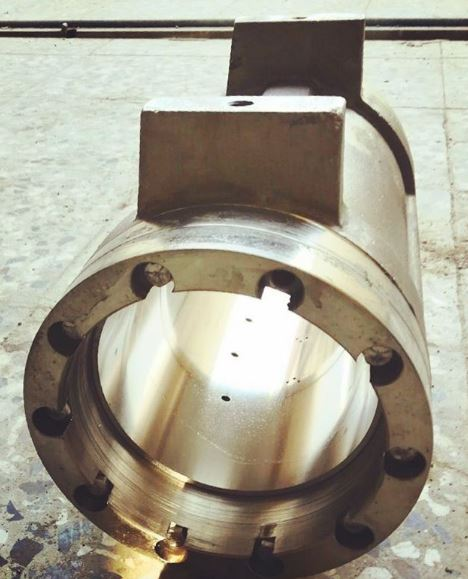
پوشش الکترولس نیکل بر روی بدنه ولو مورد استفاده در صنایع گاز / کاری از ایده پویان

صنایع نفت و گاز یکى از مهمترین مراکز بکارگیرى پوشش هاى الکترولس نیکل مى باشد. شرایط رایجى که تجهیزات این صنایع در معرض آن قرار دارند، عبارتند از محیط آب شور، ٢H٢S ، CO و دماى بالاى 170الى 200 درجه سانتیگراد. حضور ذرات شن و ماسه در محیط نیز مى تواند شرایط خورندگى محیط را تشدید کند.
براى مثال لوله هاى حامل نفت و گاز از جمله این تجهیزات مى باشند. در صورتى که این لوله ها از جنس فولاد ساده باشند و اگر بدون حفاظت رها شوند تنها پس از گذشت چند ماه کارآیى خود را از دست مى دهند. با پوشش دهى این تجهیزات توسط پوشش الکترولس نیکل با محتواى فسفر بالا و با ضخامت بیش از ۵٠ میکرومتر، سرعت خوردگى بسیار زیاد کاهش مى یابد.

### صنایع الکترونیک
کاربردهاى الکترولس نیکل در صنایع الکترونیک و الکتریکى بسیار وسیع تر از صنایع دیگر بوده. و شامل پوشش کارى گیره هاى پلاستیکى، در رادیوها براى ساخت و حفاظت بردهاى مدار چاپى و نیز پوشش کارى موج بر رادارها، قطعات نیمه هادى، تراشه هاى IC و رویه باطرى ها مى باشد.